# BUNBUN (イラストレーター)
BUNBUN（ブンブン、1985年9月22日 - ）は、日本の男性イラストレーター。京都府八幡市出身。大谷高校卒。SSS by applibot所属。

## 人物
『ソードアート・オンライン』シリーズなどで知られる「abec（アベシ）」は、BUNBUNが元々趣味のイラストブログで18禁イラストなどを描く際使用していた、いわゆる表名と裏名の関係の別名義である。SAO書籍化企画が始動した際、このabec名義の方に仕事が来たのが同作品との関わりの始まりで、以降関連作品はこの名義で通している。abec名義で『このライトノベルがすごい！2011』でイラストレーター部門第6位を、『このライトノベルがすごい！2012』で同部門第3位を獲得し、『このライトノベルがすごい！2013』において同部門第1位に輝いた。
アニメーターの堀口悠紀子は実姉。実父は元八幡市副市長で、2012年2月12日に同市市長に当選して2023年10月31日まで市長であった堀口文昭。

## 主な参加作品

### BUNBUN名義

#### 挿絵・イラスト（BUNBUN）
- カレとカノジョと召喚魔法（著：上月司 / 電撃文庫） 全6巻
- 薔薇のマリア（著：十文字青 / 角川スニーカー文庫） 全27巻
  - ノラ猫マリィ（著：十文字青 / 角川書店単行本）
- 僕らA.I（著：川上亮 / 富士見ミステリー文庫）
- 神曲奏界ポリフォニカ ブラック・シリーズ（著：大迫純一 / GA文庫） 全14巻
- ラジオガール・ウィズ・ジャミング（著：深山森 / 電撃文庫）
- ゾアハンター（著：大迫純一 / GA文庫） 全7巻
- アスカ -麻雀餓狼伝-（著：吉村夜 / スーパーダッシュ文庫）
- 全死大戦（著：元長柾木 / 角川文庫）全2巻
- ニーナとうさぎと魔法の戦車（著：兎月竜之介 / スーパーダッシュ文庫） 全8巻
- RINGADAWN（著：あやめゆう / C★NOVELSファンタジア） 全3巻
- ファイヤーガール（著：星空めてお / TYPE-MOON BOOKS） 全7巻
- 勇者であるシリーズ
  - 鷲尾須美は勇者である（著：タカヒロ / 電撃G's magazine）
  - 乃木若葉は勇者である（著：朱白あおい / 電撃G's magazine） 全2巻
  - 楠芽吹は勇者である（著：朱白あおい / 電撃G's magazine）
  - 結城友奈は勇者である 勇者史外典（著：朱白あおい / 電撃G's magazine） 全2巻
- クロニクル・レギオン（著：丈月城 / ダッシュエックス文庫）[3] 全7巻
- 神域のカンピオーネス（著：丈月城 / ダッシュエックス文庫）[4] 全5巻
  - カンピオーネ! ロード・オブ・レルムズ（著：丈月城 / ダッシュエックス文庫） 既刊3巻
- 恋は暗黒。（著：十文字青 / MF文庫J）[5] 既刊3巻

#### 漫画（BUNBUN）
- 魔王のナイショ!（季刊GELATIN2009なつ掲載）
- つがいの森（季刊GELATIN2010ふゆ掲載）
- 狐守火（季刊GELATIN2010なつ掲載）
- 狐威華（季刊GELATIN2011ふゆ掲載）

#### 画集（BUNBUN）
- BUNBUNイラストレーションズ（ソフトバンククリエイティブ）
- BUNBUN画集「The Last Rose」（角川書店）[6]

#### ゲーム（BUNBUN）
- 偽りの輪舞曲（サクセス / キャラクターデザイン）
- 神曲奏界ポリフォニカ THE BLACK（KuroCo / キャラクターデザイン）
- 拡散性ミリオンアーサー（スクウェア・エニックス / 一部キャラクターデザイン、カードイラスト）
- 戦国大戦（セガ・インタラクティブ / 武将カードイラスト：お鍋の方、荒川長実、鍋島直茂 等）
- Fate/Grand Order（TYPE-MOON / 一部キャラクターデザイン）
- ファイアーエムブレム ヒーローズ（任天堂 / 一部キャラクターデザイン）
- 新サクラ大戦（セガゲームス / ゲストキャラクターデザイン）
- SEVEN's CODE (アプリボット / キャラクターデザイン）
- 月姫 -A piece of blue glass moon-（2021年8月26日、TYPE-MOON / サブキャラクターデザイン）

#### アニメ（BUNBUN）
- 俺の妹がこんなに可愛いわけがない（第1話 エンディングイラスト、第8話 劇中作『妹都市』挿絵）
- STAR DRIVER 輝きのタクト（TOKYO MX放送版 第16話 エンドカードイラスト）
- 問題児たちが異世界から来るそうですよ?（第8話 エンドカードイラスト）
- Fate/kaleid liner プリズマ☆イリヤ（第2話 エンドカードイラスト）
- 結城友奈は勇者であるシリーズ（キャラクター原案）
  - 結城友奈は勇者である -大満開の章-（第1話 SNS映え写真イラスト[7]）
- 終末のイゼッタ（キャラクター原案）
- サクラクエスト（キャラクター原案）

#### その他（BUNBUN）
- キミラノ 皐月レオン（KADOKAWA）[8]
- 成相寺認定イメージキャラクター「成吉ソワカ」[9]

### abec名義

#### 挿絵・イラスト（abec）
- ソードアート・オンライン（著：川原礫 / 電撃文庫） 既刊28巻
  - ソードアート・オンライン プログレッシブ（著：川原礫 / 電撃文庫） 既刊9巻

#### 画集（abec）
- ソードアート・オンライン abec画集「abec Art Works」（アスキー・メディアワークス、2016年1月発行） ISBN 978-4-04-865709-9
- ソードアート・オンライン abec画集「Wanderers」（KADOKAWA、2020年3月発行） ISBN 978-4-04-913134-5
- ソードアート・オンライン abec画集「New World」（KADOKAWA、2023年2月発行） ISBN 978-4-04-914624-0

#### ゲーム（abec）
- ブレイブリーセカンド（一部キャラクターデザイン）[10]

#### カードゲーム（abec）
- アンジュ・ヴィエルジュ（一部カードイラスト）[11][12][13]

#### その他（abec）
- とある科学の超電磁砲 16巻巻末イラスト（2020年10月）